# グリーン電力エンジニアリング
株式会社グリーン電力エンジニアリングは、東京都千代田区に本社を置く再生可能エネルギーにより発電を行う企業である。
主に、水力発電、地熱発電、風力発電、バイオマス発電に注力している。

## 概要
ISホールディングスにより2016年1月に設立された再生可能エネルギーによる発電事業会社である、長野県への発電所1号機を皮切りに、急ピッチで全国へ発電所設置を進めている。

## 沿革
2016年1月　会社設立
2020年1月　長野県塩尻市に水力発電所を設置
2020年8月　兵庫県朝来市に水力発電所を着工
2021年5月　山形県尾花沢市に水力発電所を着工
2022年1月　兵庫県朝来市に水力発電所を設置